# Tenderantrieb

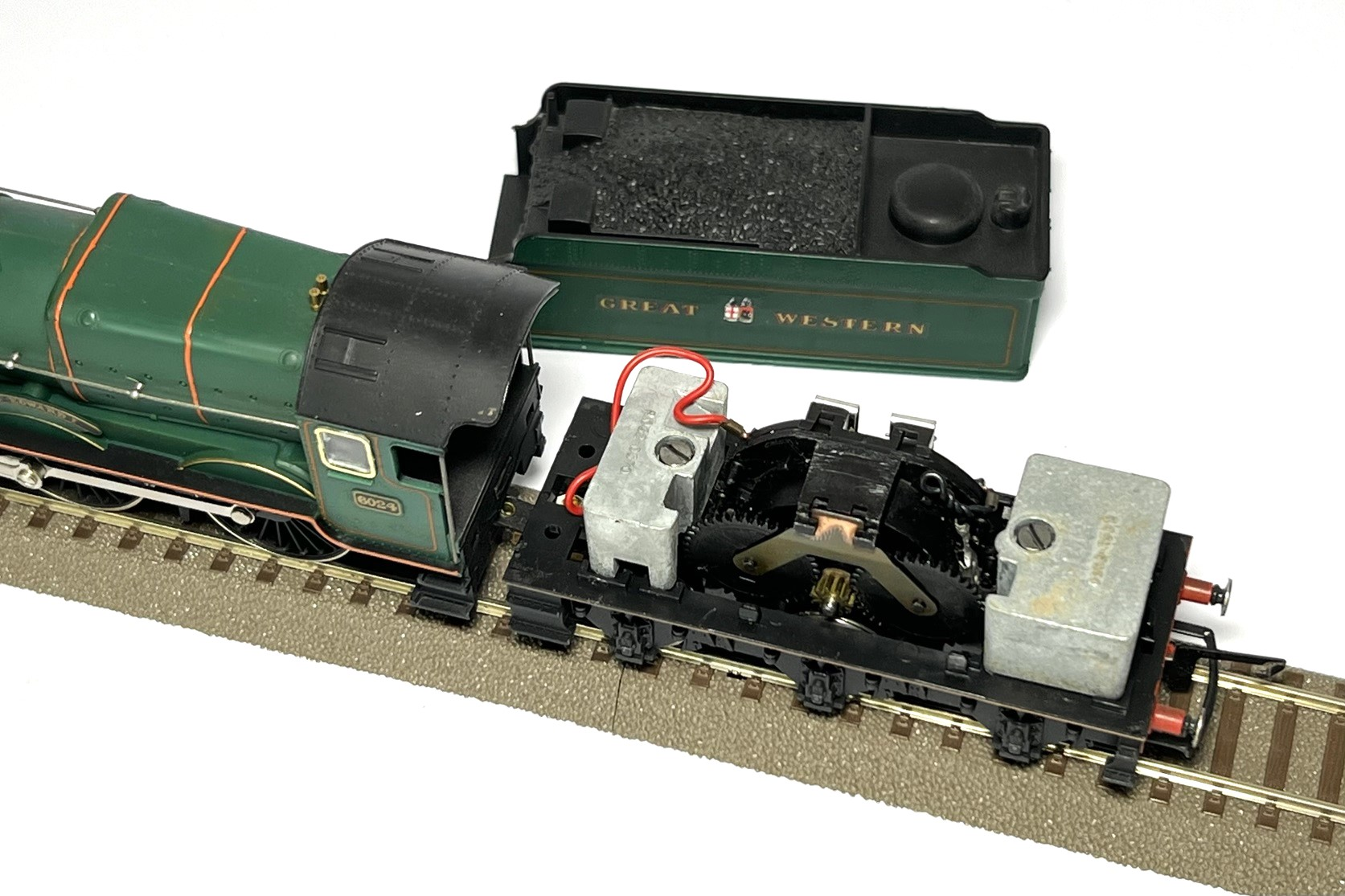
Tenderantrieb mit Rundmotor Seite Stirnradgetriebe der Hornby Railways GWR Dampflokomotive Serie 6000, Spur 00, 2024

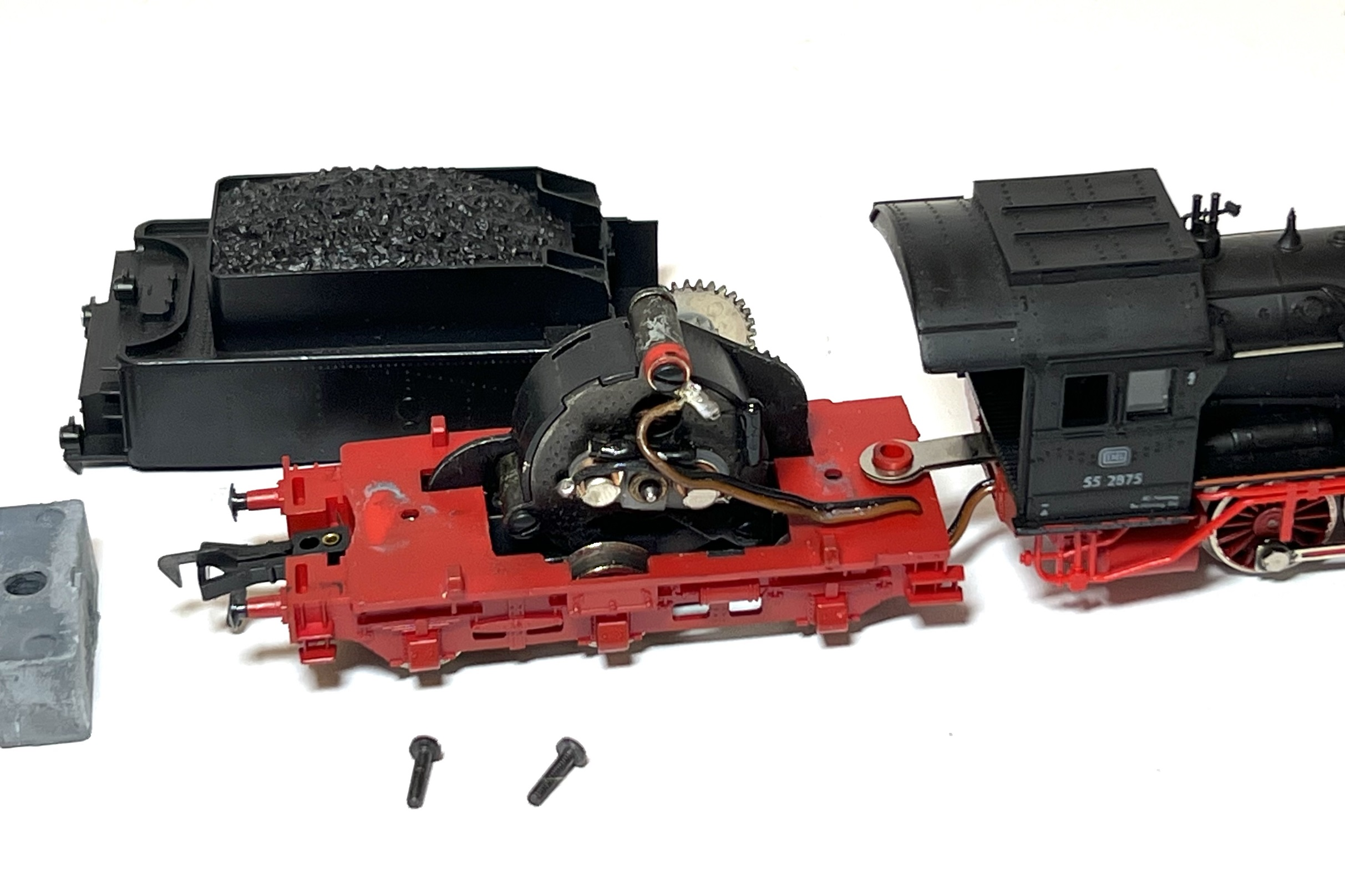
Fleischmann Schlepptender mit Tenderantrieb Seite Kollektor der Schlepptender-Dampflokomotive Baureihe 55, Spur H0, 2025

Ein Tenderantrieb ist eine Antriebskonstruktion für Modelle von Schlepptenderloks, bei dem der Motor nicht in der Lok, sondern im Schlepptender untergebracht ist.
Um optische Mängel zu vermeiden, die beim Einbau eines Motors in die Lok entstanden wären, wie zum Beispiel Ausbeulungen im Bereich des Stehkessels, ein vom Motor vollständig ausgefülltes Führerhaus oder sichtbare Zahnräder, gingen einige Modellbahnhersteller in den 1960er Jahren dazu über, den Motor in den Tender einzubauen. Als eines der ersten Modelle, die serienmäßig mit Tenderantrieb geliefert wurden, gilt das Spur H0-Modell der Baureihe 55 von Fleischmann dies war 1966.
Hersteller, die Tenderantriebe verwenden oder verwendet haben, sind neben Fleischmann Gützold, Jouef, Liliput, Piko, Roco, Trix und Weinert Modellbau. Auch die Spielzeugeisenbahn der Firma Lego verwendete bei einigen Modellen den Tenderantrieb.
Tenderantriebe sind bei einer Minderheit von Hobby-Modelleisenbahner umstritten, einzelne lehnen den Tenderantriebe gar konsequent bis heute ab, da dies nicht vorbildorientiert sei, obwohl damit in den meisten Fällen gleich gute Ergebnisse bei Laufkultur und Zugkraft erzielt werden wie bei im Lokgehäuse eingebauten Motoren. Diese einzelnen Hobby-Modelleisenbahner missachten dabei bei ihren Aussagen den Sachverhalt, das eine Dampflokomotive beim Vorbild keinen Elektromotor hat. Gerade die Hersteller Fleischmann und Roco haben das Konzept der Tenderantriebe technisch perfektioniert.
Eine spezielle Variante, die Roco baut, ist allerdings, den Motor im Tender unterzubringen und die Antriebskraft nicht alleine auf die Tenderräder, sondern mit einer Kardanwelle auch nach vorn in die Lok zu bringen und die Triebräder der Lokomotive anzutreiben. Dieses Bauprinzip kann allerdings nicht als reiner Tenderantrieb bezeichnet werden.
Bei der Lehmann-Groß-Bahn wird oft im Tender ein zweiter Motor eingebaut, um für die in diesem Maßstab häufig auftretenden schweren Züge genug Zugkraft zu erreichen.